# Авианесущие крейсера проекта 1143

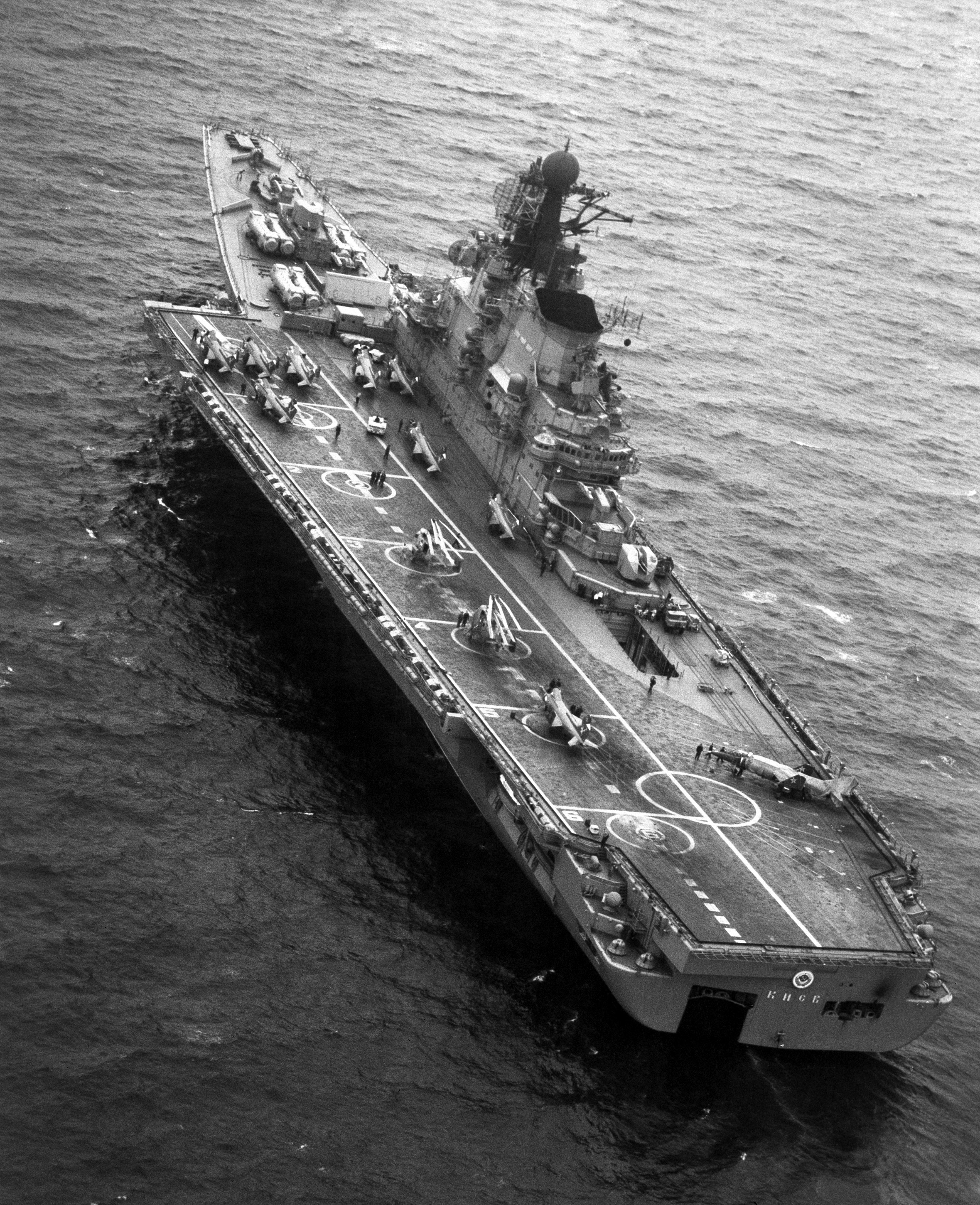
Тяжёлый авианесущий крейсер (ТАКР) «Киев», 1985 г.

Авианесущие крейсера проекта 1143 «Кречет» («Kiev»-class — по классификации НАТО) — серия советских многоцелевых тяжёлых авианесущих крейсеров с ракетным вооружением дальней морской и океанской зоны, которые создавались как преемники вертолётоносцев проекта 1123 «Кондор».

## История
Ещё до начала Великой Отечественной войны в Советском Союзе началась разработка собственного полноценного авианосца водоизмещением до 35 000 тонн, но до постройки дело так и не дошло. После войны адмиралу флота Николаю Кузнецову удалось включить в планы по проектированию кораблей на 10 лет авианосцы, но проекты авианосцев так и не появились. К концу 1960-х годов в СССР уже существовали два противолодочных крейсера проекта 1123 «Кондор». В это же время после показа правительству прототипа Як-36, благодаря стараниям Дмитрия Устинова, началось проектирование нового противолодочного корабля с авиационным вооружением. В результате появилось постановление правительства от 2 сентября 1968 года № 685—251 о прекращении строительства на Черноморском судостроительном заводе в г. Николаеве крейсера проекта 1123.3 и о начале строительства противолодочного крейсера проекта 1143 «Кречет» с авиационным вооружением. В задачи новых кораблей должны были входить:
- противовоздушная оборона корабля и (или) группы кораблей, сопровождаемых им;
- обеспечение безопасности подводных крейсеров стратегического назначения в районах боевого патрулирования;
- поиск и уничтожение подводных лодок противника в составе противолодочной группы;
- обнаружение, наведение и уничтожение надводных сил противника;
- обеспечение высадки морского десанта.

По инициативе Невского ПКБ началась проработка нескольких вариантов корабля. Из предложенных вариантов был выбран проект, максимально совместимый с кораблями прошлого проекта 1123, его утвердили 30 апреля 1970 года.

## Описание
Новый противолодочный крейсер был построен частично по классическим авианосным канонам: остров был смещён вправо от осевой линии корабля, полётная палуба имела консольный свес, на котором были размещены взлётно-посадочные площадки. Ангар для хранения авиакрыла, имеющий размеры 130 м x 22,5 м x 6,6 м, располагался под полётной палубой корабля. Для подъёма ЛА использовались два самолётоподъёмника. Тем не менее, было и существенное отличие — носовая палуба не являлась лётной и была полностью занята вооружением. Взлётно-посадочные операции осуществлялись только с угловой палубы.

### Вооружение
В носовой части корабля и позади надстройки располагалось вооружение. На носовой и занадстроечной части были установлены ЗРК «Шторм» и 76-мм артиллерийские установки АК-726, ЗРК ближнего боя «Оса-М» разместили по левому и правому бортам. Для усиления обороны корабля расположение 30-мм ЗАК АК-630 сделали круговым. Ударным целям ПРК служили 4 сдвоенных ПУ комплекса «Базальт». Для борьбы с подводными лодками использовались: 2 ракетных комплекса «Вихрь», 2 ракетно-бомбовые установки РБУ-6000, 2 пятитрубных 533 мм торпедных аппарата, расположенные в специальных закрываемых нишах побортно.

### Навигационный комплекс
На проекте был реализован первый в истории советского кораблестроения навигационный комплекс для надводного корабля Бакинского электромеханического института. О размере проекта говорит следующая информация.

Приборы комплекса делались на заводах всей страны. БЭМИ компонует их в единое целое. Сердцем навигационного комплекса «Салгир-1143» являлась навигационная цифровая вычислительная система НЦВС «Стрельна-1». Двигателем этого сердца является цифровая вычислительная машина ЦВМ «Азов». Эта универсальная ЦВМ для различных систем военного назначения выпускалась в Казани. Алгоритмы навигационных задач разработаны в НИИ-9 г. Ленинграда. Пульт управления НЦВС и программы разработаны и прошиты в БЭМИ. Система курсоуказания состоит из двух гирокомпасов «Маяк», двух гироазимутгоризонтов ГАГ «Минута» и системы вычисления курса «Сумгаит». ГК и ГАГ выпускались в Свердловске, «Сумгаит» в БЭМИ. Скорость измеряется двумерным индукционным лагом «Катех-С». Он измеряет также угол дрейфа. Система автоматической прокладки «Самара». Для приёма информации от радионавигационных систем «Маршрут», «Брас». «Декка», РСДН-3, «Лоран-А», «Лоран-С» имеются приёмоиндикаторы КПФ-3К, «Пирс-1», КПИ-6Ф. Приёмоиндикаторы радионавигационных систем производили в Ленинграде, а систему документирования навигационных параметров в Ереване. Для измерения высот и азимутов небесных светил и береговых ориентиров использовался радиооптический секстан «Нарва», производившийся в Ленинграде предприятием «Электроприбор» совместно с ГОМЗ. Аптрооптические пеленгаторы АОП «Сулак» производило БЭМИ. Для определения места и элементов движения целей используется информация от двухантенной навигационной РЛС «Вайгач», которую делали в Ростове-на-Дону.

### Авиакрыло
Для решения боевых задач на корабле базировалось до 36 летательных аппаратов: СВВП Як-38, а также вертолёты Ка-25 и Ка-27. Очень много проблем пришлось решать для их обеспечения расходными материалами. На корабле были расположены баки для ГСМ и дополнительные помещения под авиационные боеприпасы. Со временем командиры кораблей убедились в бесполезности в южных широтах палубных самолётов с вертикальным взлётом, так как они при высоких температурах и влажности не могли оторваться от палубы.

## Представители проекта
Всего было построено четыре корабля подобного типа:
- «Киев» (головной корабль проекта 1143) — заложен в 1970 году.
- «Минск» (проект 1143.2) — заложен в 1972 году.
- «Новороссийск» (проект 1143.3) — заложен в 1975 году.
- «Баку» (проект 1143.4) — заложен в 1978 году.

Также в состав проекта 1143 входят три корабля, фактически являющиеся дальнейшей его эволюцией. Основным их отличием является возможность взлётов и посадок самолётов традиционной схемы. Для этого крейсера имели значительно увеличенную полётную палубу (за счёт освобождения её от ракетно-артиллерийского вооружения) и трамплин для взлёта самолётов.
- «Адмирал Кузнецов» (проект 1143.5) — заложен в 1981 году.
- «Рига» (проект 1143.6) — заложен в 1985 году.
- «Ульяновск» (проект 1143.7) — заложен в 1988 году.

Кроме того, проект «Ульяновск» отличался от предшественников наличием ядерной силовой установки и паровых катапульт (ТАКР «Ульяновск» был разобран на стапеле в 1992 году из-за тяжёлой экономической обстановки, сложившейся после распада СССР).

## Оценка проекта
Авианесущие крейсера проекта 1143 были первыми в советском флоте кораблями, с которых могли эксплуатироваться самолёты. Они представляли собой значительный шаг вперёд по сравнению с предшествующими противолодочными крейсерами-вертолётоносцами проекта 1123.
Тем не менее, крейсера проекта 1143 трудно считать полностью удачными. При значительных размерах кораблей (до 45000 тонн полного водоизмещения) их авиационные возможности были весьма ограничены. Составлявший основу авиагруппы штурмовик СВВП Як-38, в отличие от близкого по лётным характеристикам английского Hawker Siddeley Harrier, не имел бортовой РЛС. Из-за этого Як-38 был практически не способен к участию в воздушном бою, исключая ситуации сближения на дистанцию визуального обнаружения. Кроме того, гамма бортового ракетного вооружения Як-38 была представлена лишь сравнительно недальнобойными ракетами, что делало его применение против кораблей или береговых объектов с мощной ПВО весьма опасным занятием. В определённой степени слабость ударной авиации крейсера проекта 1143 компенсировалась его мощным арсеналом противокорабельных ракет, но компенсировать неспособность Як-38 вести воздушный бой оказалось невозможно.
В результате реальная боевая мощь авиагруппы крейсера проекта 1143 практически не превышала боевых возможностей авиагруппы гораздо меньшего британского лёгкого авианосца типа «Инвинсибл» и значительно уступала возможностям авиагруппы сравнимых по размерам французских авианосцев типа «Клемансо». Предполагаемые сверхзвуковые СВВП Як-141 для замены Як-38 на палубах крейсеров проекта 1143 так и не были доведены в связи с распадом СССР.

## Примечание
1. ↑  Палубная авиация II. Дата обращения: 28 февраля 2009. Архивировано 25 июня 2009 года.